# Uroscopia

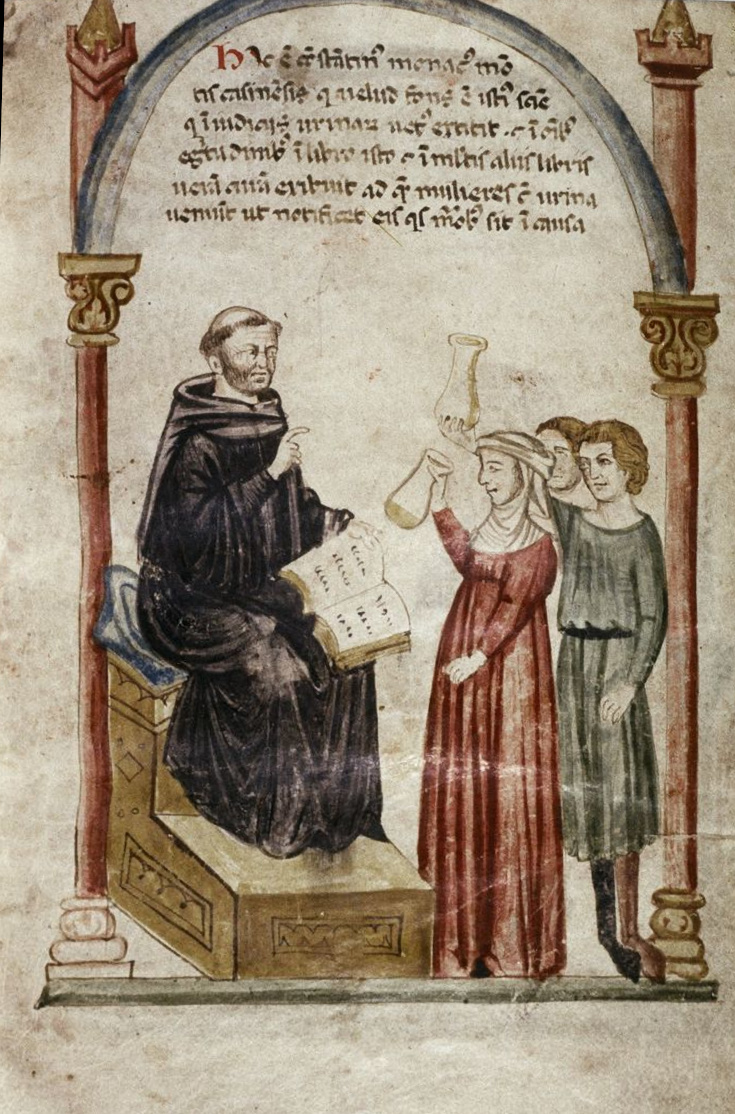
Pacientes mostrando su orina al médico Constantino el Africano.

La uroscopia (del griego οὖρον, orina, y -σκοπέω, observar) es una técnica médica histórica que consiste en inspeccionar visualmente la orina de un paciente en busca de signos de enfermedad, como sangre, pus, litiasis, etc. Su origen se remonta al antiguo Egipto, Babilonia y la India. Tuvo especial importancia en la medicina bizantina.
La medicina moderna considera a la uroscopia una prueba muy limitada para aportar información diagnóstica. Se han abandonado muchas de las suposiciones antiguas por su falta de base científica. 
En la actualidad, el examen visual de la orina de un paciente puede proporcionar indicios de un diagnóstico, pero se limita en general a las afecciones del sistema urinario, como infecciones o hemorragias, visualizando orina turbia o sangre.

## Procedimiento
La orina del paciente se recoge en un recipiente de vidrio transparente en forma de la vejiga y, para hacer el diagnóstico, se evalúa sus características organolépticas: calor, olor, color, densidad, degradados, transparencias y turbidez. Y en función de los hallazgos, orienta hacia la existencia de alguna enfermedad.